# Philippe Boyer
Philippe Boyer (Fontainebleau, 29 de març de 1956) va ser un ciclista francès especialista en pista. Va guanyar una medalla de plata al Campionat del món de Quilòmetre contrarellotge de 1985, per darrere de l'alemany Jens Glücklich.

## Palmarès
- 1983
  -  Campió de França en Quilòmetre
- 1985
  -  Campió de França en Quilòmetre
- 1986
  -  Campió de França en Quilòmetre
- 1987
  -  Campió de França en Quilòmetre